# Émile Bourgier
Émile Bourgier est un homme politique français né le 30 août 1872 à Nevers (Nièvre) et décédé le 5 février 1957 à Estivareilles (Allier).

## Biographie
Maire de Nevers de 1912 à 1919, il est député de la Nièvre de 1919 à 1924, inscrit au groupe radical-socialiste. Abandonnant la Nièvre, il s'installe dans l'Allier et devient maire de Fleuriel de 1930 à 1932. Battu aux élections de 1932, il quitte la vie politique.